# Bone Gap
Bone Gap é uma vila localizada no estado americano de Illinois, no Condado de Edwards.

## Demografia
Segundo o censo americano de 2000, a sua população era de 272 habitantes. 
Em 2006, foi estimada uma população de 259, um decréscimo de 13 (-4.8%).

## Geografia
De acordo com o United States Census Bureau tem uma área de 
1,6 km², dos quais 1,6 km² cobertos por terra e 0,0 km² cobertos por água. Bone Gap localiza-se a aproximadamente 147 m acima do nível do mar.

## Localidades na vizinhança
O diagrama seguinte representa as localidades num raio de 20 km ao redor de Bone Gap. 